# Böblingen
Böblingen (/ˈbøːblɪŋən/) est une ville allemande du Land de Bade-Wurtemberg, à environ 20 km au sud-ouest de Stuttgart. C'est un chef-lieu d'arrondissement et après Sindelfingen, la deuxième plus grosse ville de son arrondissement. Sa conurbation avec Sindelfingen en fait un centre régional. La ville a été classée chef-lieu principal (Grosse Kreisstadt) au 1er février 1962.

## Géographie
- 1Carte dynamique
- 2Carte Openstreetmap
- 3Carte topographique
- 4Carte avec les communes environnantes

Böblingen, bâtie à flanc de coteau, se trouve au nord-est du plateau qui forme un bras de la forêt domaniale du Schönbuch. Le nord de la Forêt-Noire n'est qu'à une demi-heure de route de Böblingen, et le Jura souabe à environ 40 minutes.

### Villes voisines
Les villes suivantes, de l'est à l'ouest et dans le sens des aiguilles d'une montre, touchent les faubourgs de Böblingen :

Leinfelden-Echterdingen (arrondissement d'Esslingen) ainsi que Schönaich, Holzgerlingen, Ehningen et Sindelfingen (toutes situées dans l'arrondissement de Böblingen).

### Quartiers
Böblingen, outre son centre-ville, s'est vue rattacher le quartier de Dagersheim à la suite de la réforme régionale du 1er septembre 1971. Dagersheim élit un conseil local et un représentant au conseil municipal de Böblingen. On distingue encore parfois et pour des raisons historiques certains îlots du centre-ville, comme Tannenberg, Rauher Kapf et Diezenhalde, mais leurs limites mêmes sont devenues assez floues de nos jours.

### Urbanisme
Böblingen avec la ville voisine de Sindelfingen forme une agglomération urbaine importante au sein du district de Stuttgart. Cette agglomération comporte, outre Böblingen et sa voisine, les bourgs d'Aidlingen, d'Altdorf-bei-Böblingen, Ehningen, Gärtringen, Grafenau, Hildrizhausen, Holzgerlingen, Magstadt, Schönaich, Steinenbronn, Waldenbuch (siège des chocolats Ritter Sport!) et Weil im Schönbuch.

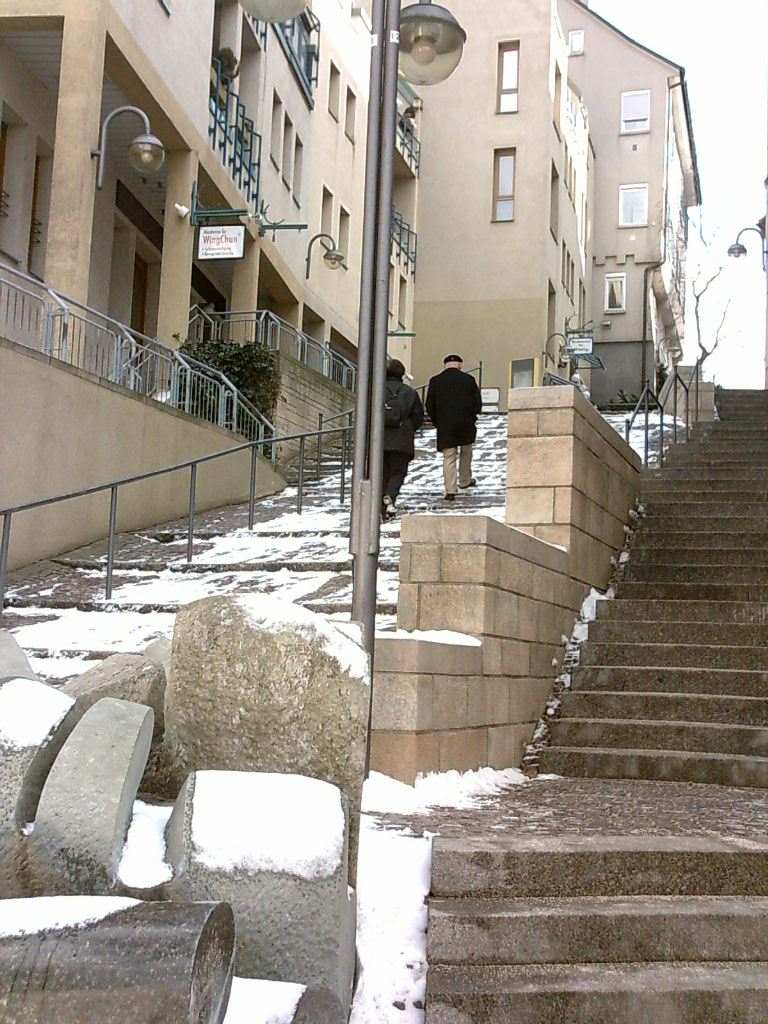
Le centre-ville, bâti à flanc de coteau, s'agrémente de nombreux escaliers...

## Histoire
| Appartenances historiques Comté de Tübingen-Böblingen 1253-1357 Comté de Wurtemberg 1357-1442 Comté de Wurtemberg-Urach 1442-1482 Comté de Wurtemberg 1482-1495 Duché de Wurtemberg 1495-1803 Électorat de Wurtemberg 1803–1806 Royaume de Wurtemberg 1806-1871 Empire allemand 1871-1918 République de Weimar 1918–1933 Reich allemand 1933–1945 Allemagne occupée 1945–1949 Allemagne de l'Ouest 1949–1990 Allemagne 1990-présent |

Eu égard à sa fondation récente, l'histoire de Böblingen n'est guère fournie, mais elle est néanmoins intéressante.
La fondation de la ville ne remonte en effet qu'à l'année 1272, date à laquelle la ville devint le siège d'une branche de la lignée des comtes palatins de Tübingen. Le plan de la ville : un demi-ovale autour de la motte féodale, avec la place du marché de forme allongée desservie par des ruelles y concourant à angle droit, est redevable de ces premiers princes.
En réalité, les restes d'un mammouth témoignent de la présence humaine sur le site de la ville au paléolithique (vers 25 000–20 000 av. J. C.). Des traces d'habitat et des tombes à tumulus fournissent aussi des vestiges de l'Âge du bronze (vers 1100 av. J. C.) et de l'âge du fer (Hallstatt tardif et période de La Tène vers 400 av. J. C.). Les premières mentions écrites ne datent que du Moyen Âge, vers 1100 ap. J. Chr.: „Bebelingen“ est donné pour le nom d'un lignage alaman. La finale en -ingen du toponyme de Böblingen est d'ailleurs typiquement alémanique, tandis que la première partie du toponyme provient d'un nom : « Bobilo ».
Dès le XIVe siècle, le règne des comtes palatins de Tübingen arriva à terme : la décadence économique força la branche des Böblingen à céder la ville en 1344 (soit 1357) aux comtes de Wurtemberg. Böblingen fut à partir de cette date le siège d'un bailliage local du Wurtemberg, l'«Oberamt».
Le château fut le centre autour duquel la ville se développa jusqu'en 1945. On trouve les premières mentions du château-fort en 1302, bien que des vestiges de céramique montrent une activité locale entre le VIIe siècle et le IXe siècle. C'est au XVe siècle que le château connaît son apogée : Böblingen est alors le fief des veuves de la Maison de Wurtemberg. Deux de ces comtesses douairières participèrent à la prospérité de la ville : la comtesse Mathilde de Palatinat, mère du comte Eberhard le Barbu, et Barbara Gonzague, veuve de ce même Eberhard. Ces deux femmes firent de la petite ville d'agriculteurs qu'était alors Böblingen un haut-lieu de l'humanisme et de la Renaissance dans le Saint-Empire.

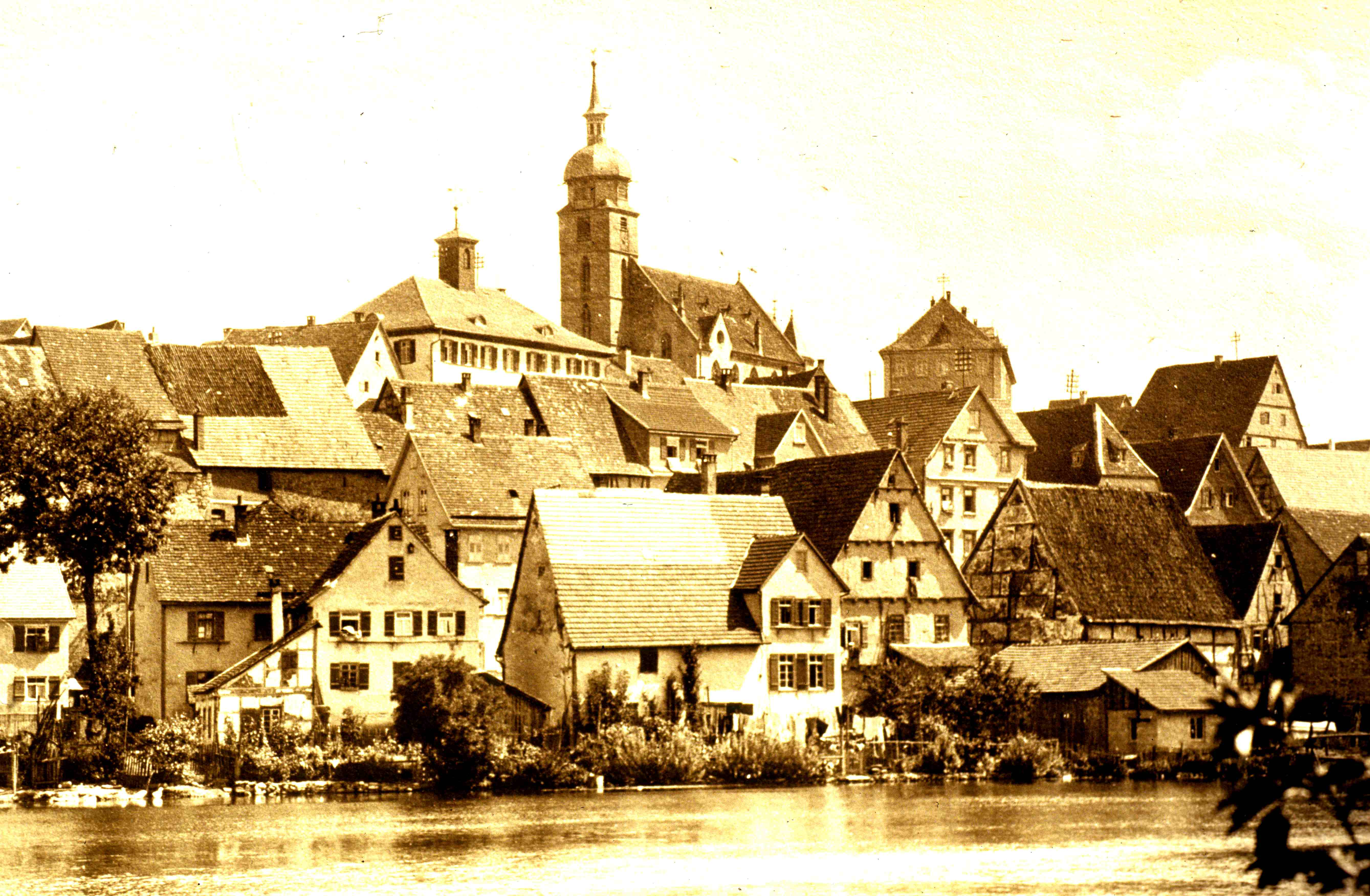
Böblingen peu avant la Seconde Guerre mondiale.

Mais la vie à Böblingen ne fut pas toujours rose : le 12 mai 1525 la ville fut le théâtre d'un des épisodes les plus sanglants de la guerre des paysans. Dans leur combat pour la justice et la liberté, 15 000 paysans du Wurtemberg, de la Forêt-Noire et de l'Hegau furent massacrés par les chevaliers de la ligue de Souabe menés par George III, « écuyer tranchant » de Waldburg. Les archives du « musée national de la guerre des paysans » de Böblingen conservent de nombreux témoignages de cette répression.
La ville, avec une production polyvalente dès le début du XIXe siècle, joua un rôle moteur dans la Révolution industrielle en Allemagne. Le laboratoire des pharmacies Bonz s'imposa au cours de cette période comme un des centres actifs de la synthèse chimique, particulièrement dans le domaine des narcotiques, et les ateliers de mécaniques Wagner, spécialisés dans les presses hydrauliques, les métiers à tisser et les machines à vapeur, servirent de vitrine à la production manufacturière du Wurtemberg. L'impulsion décisive vint pour l'industrie de Böblingen de l'arrivée du chemin de fer en 1879, qui permit l'introduction de nouvelles industries.
Pendant la Première Guerre mondiale, les autorités inaugurèrent le 16 août 1915 l'aérodrome militaire. Ce choix eut une importance particulière pour le développement économique de la ville, faisant en 1925 de l'aérodrome de Böblingen l'aéroport régional du Wurtemberg. Un pionnier de l'aviation, le Dr Hanns Klemm (1885–1961) décida pour cette raison d'établir en 1926 ses ateliers (la « Leichtflugzeugbau Klemm ») près de l'aéroport. Jusqu'à la fin de la Seconde Guerre mondiale, cette entreprise fut le principal employeur de Böblingen.

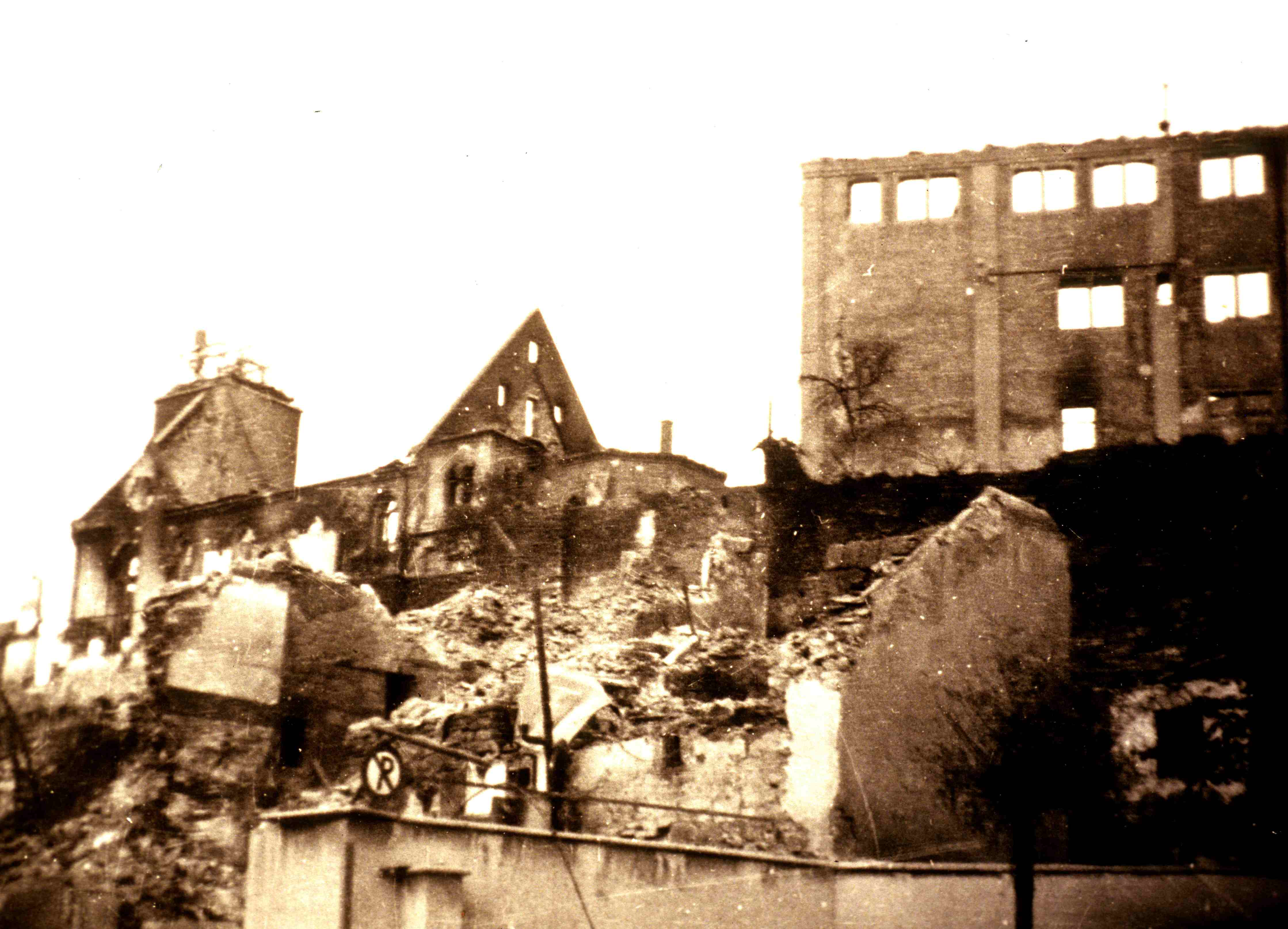
Le centre-ville après les bombardements des 7 et 8 octobre 1943.

L'attaque aérienne de la Royal Air Force dans la nuit du 7 au 8 octobre 1943 fut la plus rude épreuve de la ville au cours de son histoire, avec de très nombreuses victimes ; la plus grande partie du centre ville, ainsi que la cathédrale, le château et l'hôtel de ville furent réduits en cendres. Les bombardements ultérieurs firent qu'à la fin des hostilités, environ 40 % du patrimoine bâti avait disparu, laissant 2 000 personnes sans abri.
Après la réforme monétaire du 20 juin 1948, la reconstruction fut rapide. La population tripla en seulement deux décennies (1950 : 12 600 ; 1970 : 37 500). L'installation d'industries américaines innovantes comme IBM (1949) et Hewlett-Packard (1959) ainsi que la persistance de sous-traitants nombreux qui survécurent au premier choc pétrolier de 1973, permit un développement parallèle de l'économie et de la démographie.
La population de Böblingen dépassa les 20 000 habitants en 1957, ce qui détermina la municipalité à postuler pour l'attribution du statut de ville principale d'arrondissement, qui lui fut effectivement accordée par le gouvernement de Bade Wurtemberg le 1er février 1962. L'unification avec l'agglomération voisine de Sindelfingen au début des années 1970 échoua par suite de l'opposition d'une majorité des habitants. Böblingen a organisé un festival horticole régional en 1996, aménageant pour cette occasion de nombreux espaces verts dans le centre-ville.

## Démographie
Les chiffres de population sont tantôt des estimations, des résultats de recensement (¹) ou des données fournies par différentes administrations (seuls les résidents sont comptés).
| Année               | Population |
| ------------------- | ---------- |
| 1598                | ca. 800    |
| 1654                | 628        |
| 1803                | 2 125      |
| 1823                | 2 549      |
| 1843                | 3 504      |
| 1861                | 3 287      |
| 1er décembre 1871   | 3 826      |
| 1er décembre 1880 ¹ | 4 365      |
| 1er décembre 1890 ¹ | 4 659      |
| 1er décembre 1900 ¹ | 5 303      |
| 1er décembre 1910 ¹ | 6 019      |
| 16 juin 1925 ¹      | 7 227      |
| 16 juin 1933 ¹      | 7 998      |

| Année               | Population |
| ------------------- | ---------- |
| 17 mai 1939 ¹       | 12 560     |
| 1946                | 10 809     |
| 13 septembre 1950 ¹ | 12 601     |
| 6 juin 1961 ¹       | 25 366     |
| 27 mai 1970 ¹       | 35 925     |
| 31 décembre 1975    | 40 547     |
| 31 décembre 1980    | 41 505     |
| 27 mai 1987 ¹       | 42 589     |
| 31 décembre 1990    | 44 903     |
| 31 décembre 1995    | 46 516     |
| 31 décembre 2000    | 45 637     |
| 31 décembre 2005    | 46 381     |
| 31 décembre 2022    | 51 460     |

¹ Vcompte de recensement

## Jumelages
Böblingen est jumelée avec les villes suivantes :
- Pontoise (France) depuis 1956 ;
- Geleen (Pays-Bas) depuis 1962 ;
- Bergama (Turquie) depuis 1967 ;
- Glenrothes (ville) (Royaume-Uni) depuis 1971 ;
- Krems an der Donau (Autriche) depuis 1972 ;
- Alba (Italie) depuis 1985 ;
- Sömmerda (Allemagne de l'Est) depuis 1988.